# Calendas de San Fernando
Calendas de San Fernando es un baile popular de tendencia tradicional que se realiza en cada 30 de mayo en la ciudad de San Fernando, en el Estado Apure en Venezuela. Es una manifestación cultural fundamentada en la religión católica, en honor a San Fernando Rey III.

## Historia

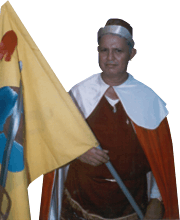
Cultor-Creador de Calendas de San Fernando. Arríz Domínguez.

Las Calendas de San Fernando fueron creadas en el año 1997, por el cultor Arriz Domínguez, oriundo de la misma ciudad.
Calendas de San Fernando se originó a partir de un sueño o revelación que tuviera su cultor-creador. De acuerdo con Domínguez, tuvo tres sueños en días diferentes, pero todos relacionados. Al principio, cuenta que lo tomó como un mal sueño, pues en el primero de ellos, grandes mujeres, muy altas, le perseguían, hasta que en alguna oportunidad, en otra revelación le llevaron ante un rey afligido. Finalmente, vio como mujeres naturales traspasaban de manera espectral los cuerpos de las gigantes y comenzaron a moverse. Oniricamente, el rey le pidió que creara algo que le diviertiera y le acercara al pueblo. Le dijo, refiriéndose a las gigantes: Ellas bailarán para mi. Y al salir del palacio, se vio frente a la Santa Iglesia Catedral de San Fernando.
Siendo que Arriz Domínguez es un reconocido folklorista de la entidad, demostró la necesidad existente en el Estado Apure de contar con una manifestación popular propia que identificara a la región en el calendario folklórico religioso nacional de Venezuela, puesto que hasta la fecha, Apure era reconocido culturalmente por el emblemático baile de joropo, el cual no es religioso y es característico de toda la nación y no solo del Estado. En las comunidades indígenas realizan danzas en honor a Santa Rosa, pero no se reconoce en el calendario cultural como festividad.
Presentó su proyecto al entonces recién creado Grupo Magisterial, una agrupación de educadores dados a la actividad cultural. Ellos apoyaron la idea y se dedicaron a desarrollar el proyecto.
Por su naturaleza socio-religiosa, Domínguez presentó su proyecto a la Iglesia para su consentimiento, y al encarar al monseñor se percató que, sin nunca haberlo visto antes, el rostro de Moseñor Mariano Parra Sandoval era el mismo de aquel rey que se apareció en sus sueños. De este modo, tuvo la mayor certeza de su revelación y tuvo mayor ánimo, según cuenta.
Al explicar el proyecto, la iglesia lo toma a bien como un acto que renovará la fe de los ciudadanos en su santo patrón, y le remite a conversar con el Presbítero Franklin Manrrique para definir detalles. Este aplaude el proyecto y ofrece todo el apoyo de la iglesia para respaldar el baile.
Calendas de San Fernando está inspirado en la semejanza fantasiosa del Rey Fernando III El Santo y lo que podría ser su entorno de su época, con agregados locales de los Llanos venezolanos. Domínguez intentó dar matices españoles al arreglo de algunos de los personajes del baile, tratando de reflejar el entorno del rey español que fue Fernando III. Vale destacar, que Domínguez no conocía España ni tuvo conocimiento preciso de los detalles que rodearon la vida del santo. En consecuencia, todo en el baile es creación original de la mente de Domínguez.
Por primera vez se desarrolló el baile de Calendas de San Fernando, el día 30 de mayo de 1997, y en lo sucesivo, cada año en la misma fecha se realiza la manifestación, coincidiendo adrede con el día del santoral en honor a San Fernando Rey. Bailaron 27 personas e hicieron el recorrido tradicional por la ciudad.

## Descripción
Anualmente, cada 30 de mayo, los cultores se reúnen envestidos en sus personajes dentro la Santa Iglesia Catedral San Fernando a puerta cerrada. Afuera en la Plaza Bolívar quedan la Madrina del Santo, el Capitán Custodio, la Dama Cantante y los Músicos Calenderos, para realizar una ceremonia protocolar:
- La Madrina del Santo junto al Capitán Custodio llaman a la puerta de la Catedral, que se mantiene cerrada. Al abrir, solicitan permiso al Guía Espiritual para sacar la imagen de San Fernando en procesión junto con el baile, el resto del grupo y el pueblo.
- Al otorgarse el permiso, los monaguillos sacan de la iglesia a la imagen del santo en su carro de procesión.

Inmediatamente, comienza la música, y la Dama Cantante vocaliza las letras de la música de las Calendas, que verso a verso refiere a cada uno de los grupos de personajes que están dentro de la catedral. Al nombrarlos, salen a la calle a realizar su primer baile. En pocos minutos la plaza quedan llena de Calenderos ejecutando coreografías. Las últimas en salir de la catedral son las Calendas. Primero salen las niñas Calendiñas, luego las adolescentes Calenditas y finalmente las mujeres Calendas.
Después de realizar el primer baile, inician el recorrido en procesión.

## Recorrido

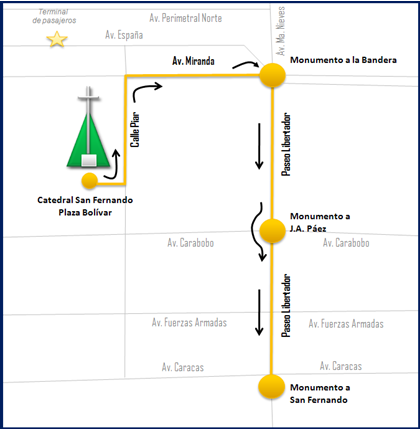
Recorrido común de las Calendas de San Fernando.

Las Calendas de San Fernando bailan en las calles y avenidas de la ciudad de San Fernando, junto con una procesión del santo que guía la Iglesia Católica.
El recorrido hace diversas paradas, dónde se ejecutan las coreografías específicas.
El trayecto se supone pre-definido como sigue:
- Partiendo de la Santa Iglesia Catedral, en la Plaza Bolívar, bordeando la catedral hasta la calle de atrás, y de ahí con rumbo norte por dos cuadras hasta la Av. Miranda.
- En la Av. Miranda cruzan a la derecha hacia el Paseo Libertador.
- Llegan al Monumento a la Bandera, en el Paseo Libertador.
- Luego, siguen en sentido sur hasta el Monumento a San Fernando.

Las paradas son:
- 1.er baile: Plaza Bolívar, frente a la Santa Iglesia Catedral San Fernando.
- 2.º baile: Monumento a la Bandera, en el Paseo Libertador.
- 3.er baile: Monumento a José Antonio Páez, en el Paseo Libertador con Av. Carabobo.
- 4.º baile: Monumento a San Fernando, en el Paseo Libertador con Av. Caracas.

El recorrido con sus paradas suele durar 4 horas. Generalmente desde las 17:00 horas (05:00 p. m.) hasta las 21:00h (09:00 p. m.) HLV (UTC -4:30)
No obstante, el recorrido no es una norma. Fundacalendas, organización que opera la logística, puede ajustar el curso según las necesidades y condiciones que se presenten para el baile en algún año específico. De hecho, ya alguna vez el baile ha debido realizarse por calles y avenidas diferentes por situaciones políticas, e incluso las autoridades militares le han prohibido en algún momento recorrer las calles por realizarse eventos sufragales en la ciudad.
A pesar de lo anterior, aunque el recorrido ha llegado a modificarse en alguna oportunidad y habérsele hecho la prohibición referida, los cultores de las Calendas de San Fernando, desde su creación, nunca han dejado de bailar cada año, el 30 de mayo, con fe y sin falta, como indica su lema, puesto que su meta es avivar la fe, alcanzar la tradicionalidad y conservar el patrimonio que representan.

## Personajes

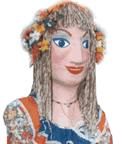
Vista del rostro de una Calenda de San Fernando.

Este baile está conformado por un grupo de personajes, cada uno de los cuales desempeña un rol específico en la manifestación. Estos personajes se reúnen en pequeños subgrupos, los cuales tienen al menos un líder o guía.
Los cultores pueden optar a cambiar su investidura de un personaje a otro de rango mayor por un sistema jerárquico organizado, documentado en sus Bases Morales. El sistema de ascenso es mixto. Un cultor puede ser envestido en un personaje por:
- Herencia.

Son herederos todos aquellos cultores a quien un cultor que desempeñe el rol de un personaje vitalicio designe para sucederle, según sus nexos sanguíneos y/o filiales.
- Meritocracia.

Por méritos ascienden los cultores al rol de un personaje de mayor rango al cumplir 5 años continuos dentro de la manifestación, haber demostrado compromiso, conducta intachable y capacidad de liderazgo requerida por el rol a desempeñar.
- Democracia.

Sujetos a la decisión de sus compañeros de grupo y a los líderes o guías, se somenten a elección los cultores que ostenten iguales méritos para desempeñar el rol de un personaje superior, si las vacantes son insuficientes.
Son considerados como personajes vitalicios, todos los líderes de grupos y personajes de los cultores fundadores, entendido como aquello que bailaron el 30 de mayo de 1997.
Todo este esquema está diseñado para promover la tradicionalidad de la manifestación.

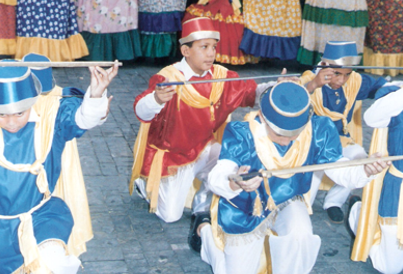
Capitanes de Calendas.

Son personajes de las Calendas de San Fernando:
- El Abanderado de las Calendas (vitalicio): Porta la bandera de la manifestación. Este rol lo desempeña el cultor-creador Arriz Domínguez.
- El Abanderado de Apure (heredero): Porta la bandera regional del Estado Apure.
- El Abanderado de Venezuela (heredero): Porta la bandera nacional de Venezuela.
- El Guía Espiritual: Respresentado por el presbítero de la Catedral en ese año. Guía la procesión.
- El Capitán Custodio del Santo (vitalicio): Custodia la imagen de San Fernando durante el baile.
- Madrina del Santo (vitalicio): Acompaña al Capitán custoia en el cuidado del santo en el baile.
- Capataz de Agricultores (vitalicio): Líder del grupo de agricultores.
- Agricultor: Número variable de hombres agricultores que forman cuartetos.
- Capitán Mayor (vitalicio): Líder del grupo de los capitanes.
- Capitán Mayor Heredero (heredero): Acompaña y sucede al Capitán Mayor.
- Capitán Jefe: Grupo variable de capitanes que asisten al Capitán Mayor.
- Gran Madre Artesana (vitalicio): La mayor de las mujeres del grupo de artesanas.
- Madre Artesana (vitalicio): Líder del grupo de artesanas.
- Artesana: Grupo variable de mujeres artesanas adultas.
- Artesana Guía: Líder del grupo de Artesanitas
- Artesanita: Grupo variable de mujeres artesanas adolescentes.
- Artesaniña Guía: Niña líder del grupo de artesaniñas.
- Artesaniña: Grupo variable de niñas artesanas.
- Dama Guía (vitalicio): Líder del grupo de las Calendas.
- Capitán de la Dama Guía: Par de hombres capitanes que resguardan a la Dama Guía.
- Calenda (vitalicio): Muñecas gigantes de número variable, cuyas cultoras manipulan desde dentro, desempeñando estas el rol de Almas de Calendas.
- Alma de Calenda (vitalicio): Misma que Calendas, pero refiérese a las mujeres dentro de la muñeca. Su número es variable, según el número de Calendas.
- Capitán de Calenda: Grupo variable de capitanes de menor rango que custodian a las Calendas, Calenditas y Calendiñas. Uno por cada Alma de Calenda, Alma de Calendita y Alma de Calendiña.
- Dama Guía Heredera (heredero): Líder del grupo de Calenditas y Calendiñas.
- Calendita: Muñecas gigante de menor tamaño que una Calenda, de número variable, cuyas cultoras adolescentes manipulan desde dentro, desempeñando estas el rol de Almas de Calenditas.
- Alma de Calendita: Misma que Calenditas, pero refiérese a las adolescentes dentro de la muñeca. Su número es variable, según el número de Calenditas.
- Calendiña: Muñecas gigante de menor tamaño que una Calendita, de número variable, cuyas niñas cultoras manipulan desde dentro, desempeñando estas el rol de Almas de Calendiñas.
- Alma de Calendiña: Misma que Calendiñas, pero refiérese a las niñas dentro de la muñeca. Su número es variable, según el número de Calendiñas.
- Dama Cantante: Mujer que canta a viva voz la canción de las Calendas.
- Músico Calendero: Músico que ejecuta un instrumento musical de la música de las Calendas. Este se supone en grupo, aunque no siempre es posible la participación de ellos por asuntos técnicos puestos que Fundacalendas carece de instrumentos musicales propia para la conformación de su banda. En ocasiones deben ser contratados a terceras agrupaciones o sustituidos por pistas de audio pregrabadas.
- Padrino de las Calendas: Grupo variable de padrinos y madrinas que aumenta cada año, puesto que en cada oportunidad se nombran 4 padrinos: 2 de ellos representan al Estado Apure y los otros son invitados que han asistido consecuentemente y apoyado el baile, provenientes de otros Estados de Venezuela. Esta selección queda a discreción de Fundacalendas.

## Patrimonio
Calendas de San Fernando es patrimonio cultural del Municipio San Fernando, jurisdicción de la ciudad homónima, según acuerdo oficial número 06 de fecha 23 de mayo de 2001 del Consejo Municipal.
Se reconoce al baile como propio de la localidad por su origen. Textualmente, el acuerdo dice:

"[...] CONSIDERANDO. Que desde 1997 se viene realizando en la ciudad de San Fernando de Apure, específicamente el 30 de mayo de cada año, con motivo de ser el día de San Fernando III Rey, Santo Patrono de nuestra ciudad capital, la Majestuosa Procesión de "LAS CALENDAS"" [...]

ACUERDA. ARTÍCULO PRIMERO: Declarar "PATRIMONIO CULTURAL" de este Municipio a "LAS CALENDAS DE SAN FERNANDO", una vez establecidas las conversaciones pertinentes con el Señor Arriz Domínguez, Creador y Cultor de Las Calendas y demás integrantes de la Fundación "Calendas de San Fernando" [...]"

Algunos intelectuales de la ciudad y cronistas demuestran dudas sobre ello, sin conocimiento pleno del hecho creador. Calendas de San Fernando han sido criticadas por algunos sectores como un baile importado, no original, especulándose sobre su posible origen ibérico. Suposiciones no fundamentadas consideran que el baile es copia de alguno que se realiza en España, mientras que otros sostienen que el baile replica al de las Calendas de Oaxaca en México, el cual es muy diferente y su origen es distinto al de San Fernando. Siendo que en Venezuela también existen otros bailes de Calendas, y de ellos el más reconocido es el baile de la Calenda (en singular) de Trujillo, algunos argumentos de común oír sostienen que este baile copia al de Trujillo, o que Calendas de San Fernando es una antigua manifestación que, a pesar de no existir evidencias, se presume existió en la ciudad y que Fundacalendas ha rescatado.
Por ello, y en virtud del patrimonio que representan, los cultores de Calendas de San Fernando mantienen un documento de Código de Ética y Bases Morales en donde destacan la originalidad de la creación del baile, el crédito al cultor Arriz Domínguez, el respeto a otras manifestaciones folklóricas de Venezuela y el mundo, y el rechazo a cualquier intento de comparación y desacreditación entre manifestaciones culturales a cualquier nivel y de cualquier lugar.
El patrimonio es resguardado y mantenido por la Fundación Calendas de San Fernando (Fundacalendas), una organización civil cultural sin ánimos de lucro y no gubernamental creada a posteriori, que en principio se debe a la manifestación, y en sentido amplio, crea, mantiene, desarrolla y rescata manifestaciones culturales del Estado Apure. Difunde con empeño para conocimiento de todos que Calendas de San Fernando no es una manifestación rescatada sino creada en 1997, y no es copia o semejanza de ninguna otra sino producto de las revelaciones de su cultor-creador en la ciudad.

## Actividades Calenderas
Cada año, dentro del marco de la realización del baile de las Calendas de San Fernando, se realizan varios actos previos al 30 de mayo, organizados por Fundacalendas, la diócesis de San Fernando y la Alcaldía del Municipio San Fernando. Generalmente:
- Novena a San Fernando, por la Diócesis.
- Bajada del Santo, por Fundacalendas. Se baja la imagen de un nicho alto incrustado en las paredes de la catedral.
- Presentación de nuevos Calenderos y renovación de Compromiso; por Fundacalendas.
- Bendición de las aguas del río Apure, por la Diócesis y Fundacalendas. Se lleva la imagen del Santo en navegación por el río Apure, dentro de los límites la ciudad.
- Sesión Solemne de la Municipalidad, por la Alcaldía. En ocasión de celebrarse el día patronal de la ciudad.
- Encuentro Nacional de Burras, por la Red de Burriquitas del Estado Apure. Un encuentro cultural para compartir la manifestación de Burriquitas que se desarrolla en varios Estados de Venezuela.
- Encuentro Nacional de Danzas Folcklóricas, por Fundacalendas. Varios Estados invitados presentan muestras de danzas folklóricas de su región.
- Encuentro Nacional de Danzas Nacionalistas, por Fundacalendas. Varios Estados invitados presentan muestras de danzas de tipo nacionalista o estilizadas de Venezuela.

El gran evento final siempre es el baile de las Calendas de San Fernando y su procesión.

## Fundacalendas

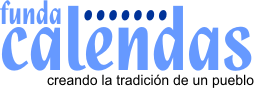
Fundacalendas.

Fundacalendas es la Fundación Cultural Calendas de San Fernando, una asociación civil cultural no gubernamental sin fines de lucro, ideada en 1998 por los Calenderos fundadores, después de haberse realizado el primer baile de las Calendas. Fue constituida legalmente en 2000 y su presidente es el cultor-creador del baile, Arriz Domínguez.
El objetivo de Fundacalendas es crear, mantener, desarrollar y rescatar manifestaciones folklóricas populares del Estado Apure, en especial de la ciudad de San Fernando. La manifestación principal que mantiene la fundación es el baile de las Calendas, sin embargo manifestaciones como Coromoteños de Apure y Locos de San Fernando también son desarrolladas por la organización de cultores.
La labor de Fundacalendas es realizada totalmente ad honorem. Sus directivos y demás miembros no reciben pagos en compensación por su trabajo. Sin embargo, la Fundación propende a gestionar recursos que permitan realizar compensaciones y así obtener mayor dedicación en tan arduo y laborioso trabajo en pro de la cultura Venezolana.
Fundacalendas está formada por más de 450 miembros, entre cultores, equipo administrativo, logístico, técnicos y colaboradores.

## Curiosidades
- El nombre común que se da a todo cultor en el baile es: Calendero y Calendera.
- Los Calenderos se llaman entre ellos como Hermanos Calenderos.
- Para muchos, el cultor-creador Arriz Domínguez es llamado papá calendero.
- En una ocasión el presbítro y los monaguillos intentaron bajar la imagen de San Fernando de su nicho en la catedral para los preparativos y cuentan que no pudieron hacerlo porque la imagen se volvió muy pesada. Dicen haber intentando entre 4 hombres. Por esto llamaron a los Calenderos para que lo intentasen, y quedaron asombrados puesto que la imagen, de manos de los Calenderos, bajo sin inconvenientes y muy liviana, de la mano de 2 hombres. Desde entonces el presbítero decidió no manipular la imagen sin la presencia de los Calenderos.
- Algunos Calenderos sostienen que han visto a sus muñecas, fuera del baile, en sus casas, moverse ligeramente, haciendo algún gesto.
- Un niño Calendero cuenta que en alguna oportunidad, estando en los preparativos del baile, vio a la imagen de San Fernando que le invitaba a acercarse con gestos. Sin conocer mucho sobre la imagen, comentó asustado a un adulto que "ese señor" lo estaba llamando.